# George Grizzard
George Cooper Grizzard (* 1. April 1928 in Roanoke Rapids, North Carolina; † 2. Oktober 2007 in Manhattan, New York City, New York) war ein US-amerikanischer Film- und Theaterschauspieler.

## Leben
George Grizzard, Sohn eines Buchhalters, wuchs ab seinem siebten Lebensjahr in Washington, D.C. auf, kehrte jedoch später als Student an die University of North Carolina zurück. Hier erwarb er 1949 seinen Bachelor. Erste Erfahrungen als Schauspieler sammelte Grizzard bereits 1945 an einem kleinen Theater in Surry County im US-Bundesstaat Virginia, als er eine Nebenrolle im Stück The Corn is Green des walisischen Dramatikers Emlyn Williams übernahm. Unter Anleitung des Schauspielers Sanford Meisner nahm Grizzard in New York Schauspielunterricht und bekam 1955 fast zeitgleich erste Engagements bei Theater und Film.
Grizzard zählte bald zu einem gefragten Bühnenschauspieler, der nicht nur am Broadway, sondern auch kleineren Häusern, darunter in Minnesota, auf der Bühne stand. Sein bekanntestes Theaterstück war Edward Albees Wer hat Angst vor Virginia Woolf?, das zwischen Oktober 1962 und Mai 1964 664-mal im Billy Rose Theatre am Broadway zur Aufführung gebracht wurde. Er spielte im Laufe seiner Karriere auch noch in weiteren Stücken des Autors und machte sich einen Namen als Albee-Interpret. Zwischen März und Mai 2001 verkörperte er zudem Richter Haywood im Urteil von Nürnberg. Zu Grizzards Auszeichnungen zählten 1957 der Theatre Wold Award – für seine Darstellung im Stück The Happiest Millionaire – sowie der Tony Award als Bester Hauptdarsteller, den er 1996 für seine Rolle in A Delicate Balance in Empfang nehmen durfte.
Grizzard war aber auch als Film- und Fernsehschauspieler gefragt, wenngleich er dort nie die ganz großen Erfolge wie als Bühnendarsteller erzielte. Stand er bis Mitte der 1960er Jahre noch überwiegend als Gastdarsteller in Fernsehserien vor der Kamera, folgten nun zusehends Filmangebote. Einer seiner ersten Filmerfolge war Otto Premingers Drama Sturm über Washington, in welchem Grizzard 1962 einen ehrgeizigen und rücksichtslosen US-Senator verkörperte. 2000 stand er in einer kleinen Rolle in Die WonderBoys vor der Kamera, und im Jahr 2006, kurz vor seinem Tod, in Clint Eastwoods Kriegsdrama Flags of Our Fathers. Der bedeutendste Filmpreis, den Grizzard bekam, war 1980 der Emmy Award, den er für seine Rolle im Fernsehfilm The Oldest Living Graduate erhielt, sowie eine Nominierung im Jahr 1976 für seine Darstellung des zweiten US-Präsidenten John Adams in der Miniserie The Adams Chronicles.
Privat lebte Grizzard zurückgezogen in Litchfield County im US-Bundesstaat Connecticut und führte eine knapp 40 Jahre währende homosexuelle Beziehung mit William Tynan. Er starb im Oktober 2007 im Alter von 79 Jahren an Lungenkrebs.

## Filmografie (Auswahl)
- 1955–1956: Justice (Fernsehserie, 3 Folgen)
- 1956–1962: Alfred Hitchcock präsentiert (Alfred Hitchcock Presents, Fernsehserie, 3 Folgen)
- 1960: Kein Fall für FBI (The Detectives, Fernsehserie, Folge 1x21)
- 1960: Von der Terrasse (From the Terrace)
- 1960/1963: Twilight Zone (The Twilight Zone, Fernsehserie, 2 Folgen)
- 1962: Sturm über Washington (Advise & Consent)
- 1965: Tausend Meilen Staub (Rawhide, Fernsehserie, Folge 7x16)
- 1966: Der Todesschuss (Warning Shot)
- 1970: Der Chef (Ironside, Fernsehserie, Folge 4x13)
- 1971: Dr. med. Marcus Welby (Marcus Welby, M.D., Fernsehserie, Folge 3x02)
- 1971: Happy Birthday, Wanda June
- 1974: Indict and Convict (Fernsehfilm)
- 1974: Die Saat des Alien (The Stranger Within, Fernsehfilm)
- 1975: FBI – Kampf dem Terror (Attack on Terror: The FBI vs. the Ku Klux Klan, Fernsehfilm)
- 1976: Die Chronik der Adams (Adams Chronicles, Miniserie)
- 1978: Hawaii Fünf-Null (Hawaii Five-O, Fernsehserie, Folge 10x16)
- 1978: Eine Farm in Montana (Comes a Horseman)
- 1980: The Oldest Living Graduate (Fernsehfilm)
- 1980: Attica – Revolte hinter Gittern (Attica, Fernsehfilm)
- 1980: Fast wie in alten Zeiten (Seems Like Old Times)
- 1982: Flammen am Horizont (Wrong Is Right)
- 1984: Trapper John, M.D. (Fernsehserie, Folge 5x13)
- 1984: Bachelor Party
- 1985: Spenser
- 1985: Robert Kennedy and His Times (Robert Kennedy & His Times, Miniserie)
- 1985: Die Bill Cosby Show (The Cosby Show, Fernsehserie, Folge 2x10)
- 1985–1988: Mord ist ihr Hobby (Murder, She Wrote, Fernsehserie, 3 Folgen)
- 1986: Alptraum des Grauens (The Deliberate Stranger, Miniserie)
- 1987: Perry Mason: Ein gewissenloser Lump (The Case of the Scandalous Scoundrel, Fernsehfilm)
- 1989: Studio 5-B (Fernsehserie, 10 Folgen)
- 1989/1990: Golden Girls (The Golden Girls, Fernsehserie, 2 Folgen)
- 1992–2000: Law & Order (Fernsehserie, 6 Folgen)
- 1993: Mißbraucht (Shattering the Silence, Fernsehfilm)
- 1994: Scarlett (Miniserie, 3 Folgen)
- 1997: Schwestern und weitere Unbekannte (Sisters and Other Strangers, Fernsehfilm)
- 1997/1998: Hinterm Mond gleich links (3rd Rock from the Sun, Fernsehserie, 2 Folgen)
- 1998: Ein Hauch von Himmel (Touched by an Angel, Fernsehserie, Folge 5x11)
- 2000: Die WonderBoys (Wonder Boys)
- 2000: Schmalspurganoven (Small Time Crooks)
- 2006: Flags of Our Fathers